# Salganeo
Salganeo (en griego, Σαλγανέας) es el nombre de una antigua ciudad griega de Beocia.
Estrabón la ubicaba en una elevación situada cerca del estrecho de Euripo y añade que el lugar se llamaba así por ser el lugar donde fue enterrado un hombre beocio llamado Salganeo que guio a los persas por el estrecho y fue condenado a muerte por un almirante persa llamado Megábatas por creer que lo conducía a un lugar sin salida. Cuando Megábatas se dio cuenta de su error se arrepintió de haber ordenado su muerte y consideró a Salganeo como merecedor de un entierro digno.
Antes se creía que debía localizarse en una pequeña colina a 7 km de Antedón, a mitad del camino entre Antedón y Calcis, frente a una pequeña isla, pero ese lugar podría pertenecer a la antigua Iso y, en cambio, Salganeo podría estar en un sitio llamado Karababás situado en la costa beocia donde hay actualmente un castillo veneciano.